# Jan Kaźmierski (biskup)
Jan Kaźmierski (czasem Jan Kazimirski ? – 18 listopada 1485) – biskup chełmski i przemyski. Kanonik i prepozyt chełmski. W dniu 6 marca 1480 został prekonizowany na biskupstwo chełmskie. 10 maja 1484 został przeniesiony na biskupstwo przemyskie. Poświęcił kościół w Uchaniu.